# Большая Орда
Больша́я Орда́, также Великая Орда, Улуг улус (тат. Олы Урда) — государство, фактически существовавшее как южная область правого крыла Золотой
Орды, оставшаяся под контролем «центрального» (сарайского) правительства Золотой Орды, и чуть позже как преемницей Золотой Орды. Столицей был город Сарай-Берке. Первым ханом Большой Орды считается Сеид-Ахмад, сын Тохтамыша, потомка Чингисхана. Прекратило своё существование в 1502 году.

## Название
Впервые название «Большая Орда» было упомянуто в Никоновской летописи, в 1438 году, что было лишь ретроспекцией названия Золотой Орды. В 1460-х годах начало употребляться как название самого государства. Оригинальным татарским наименованием является «Улуг орда», то есть «Великая Орда». В источниках польско-литовского происхождения название «Большая» переходит в «Заволжская Орда». В хрониках и переписках встречаются названия «Тахт эли», «Тахт мемлекети», «Тахт вилайети», переводящиеся примерно как тронное владение, престольная область, столичная область, берущие за основу слово «Тахт», переводящееся как трон, престол. Также в русских источниках встречается название «Номоганов юрт».
По мнению Горского, термин является русским названием, значившим то, что это государство было «главенствующим из орд», то есть бо́льшая из всех образовавшихся государств после распада Золотой Орды, однако практически всеми другими историками название трактуется как больша́я.

## Государственное устройство

### Административно-территориальное деление
Большая Орда не имела четкого территориального деления, чего нельзя сказать о системе двух крыльев, которая присутствовала во многих кочевнических государствах. По догадкам учёных, правое крыло традиционно находилось в западной части государства, а левое в восточной. Сами крылья, возможно, делились по реке Волге, однако их границы, предположительно, менялись, из-за миграций населения на правый берег. Наличие системы крыльев свидетельствовало о независимости владения, каковым являлась Большая Орда. Население объединялось в улусные общины, которые возглавлялись беками. Они при надобности или конфликте с ханом могли откочевать в другое место или обособиться от него. Также, скорее всего, в ханстве имелись районы, которые были закреплены за определёнными элями, но наиболее подлинно известно лишь о мангытском.

### Административная структура
Административная структура Большой Орды во многом походила на структуру Золотой Орды, только была в более упрощенном виде. Во главе государства стоял хан. При хане существовал человек, именовавшийся «молна», который был начальником-смотрителем ханской ставки. Также в стране был такой титул как «калга» — заранее объявленный наследник престола, которым во время правления Шейх-Ахмеда стал Хаджи-Ахмед, его младший брат. Далее по иерархии стоял беклербек, должность которого была управляема мангытами из семьи Идегея. Представители этих должностей составляли основную правящую элиту. Также имеются сведения о наличии четырёх карачи-беков, состоявших из ведущих татарских кланов, которые вместе организовывали совещательный орган при хане. На собраниях огланов и беков решались важнейшие государственные вопросы. Были также и «царевы» — младшие судейские чиновники. Мало известно о такой должности как «даруга». Человек, занимавший её в Большой Орде, отвечал за дела, связанные с Великим княжеством Рязанским.

## История

### XV век
После смерти Едигея, Мансур сбежал на территорию «Русского юрта». Позже, вернувшись на Волгу, стал беклярбеком при хане Гияс ад-Дине. Последний умер через два года, и Мансур возвел на престол Кучук-Мухаммеда, однако вскоре, потерял интерес к своему ставленнику, и стал поддерживать Барак хана, при котором стал беклярбеком. Вместе они воевали с Улуг-Мухаммедом, и в 1426 году «обратили в бегство Барака и Мансура». В 1426—1427 году у них произошел конфликт, с последующим убийством Мансура Бараком, о котором писал Кадыр-Али-бек. Так, Кучук-Мухаммед начал свой путь власти в восточных степях. Науруз перешёл из подчинения Улуг-Муххамеда к Кучук-Мухаммеду, и тут же стал беклярибеком. Вдвоем они нападали на ставку Улуг-Мухаммеда. В конце концов многократные битвы ни к чему не привели, и Улуг-Муххамед с Кучук-Мухаммедом договорились о разделе подвластных территорий. Первому доставалось Поволжье, второму доставался Крым, то есть фактически разграничение по двум крыльям. Далее, в 1430—1440-х годах на территории Дешт-и-Кипчака все было спокойно, а Поволжье и Предкавказье находилось под властью Кучук-Мухаммеда. Окончательное же противостояние завершилось в 1438 году, когда Улуг-Мухаммед понял, что сил сопротивляться своему сопернику нет, после чего он со своими людьми ушел на территорию Булгарского Улуса, где основал Казанское ханство.
В 1440 году у Кучук-Мухаммеда и Науруза произошел конфликт, после чего последний поднял бунт и через некоторое время был убит. Сам хан умирает в 1459 году, оставив государство в стабильном и процветающем состоянии, способном конкурировать с соседними улусами за первенство во владениях бывшей Золотой Орды. На престоле остались трое сыновей: 11-летний Махмуд, 8-летний Ахмед и 5-летний Мангышлак. На них двинулся Абу-л-Хайр, от которого они укрылись в некоей крепости. Находились они там до тех пор, пока тот не проиграл войну калмакам. Махмуд сразу после этого решил восстановить свои наследственные владения. В 1460 году решил напасть на Рязань, но встретил сопротивление и отступил. После смерти Абу-л-Хайра в 1468—1469 годах стал полновластным ханом. Отношения между братьями, Махмудом и Ахмедом, историками характеризуется как «борьба за власть». Но в 1465 году Махмуд прекращает активную политическую жизнь из-за неожиданного нападения Хаджи-Гирея во время его похода к Дону. Тем не менее к нему относились с должным авторитетом и уважением в Московском государстве даже после того, как он перестал управлять Большой Ордой. В этом же году он скончался. После смерти Махмуда Касим, считавшийся ханом по праву наследования, некоторое время не признавал Ахмеда, что, однако, пришлось сделать в 1480 году, что видно по некоторым историческим источникам, в которых говорится о нахождении Касима в составе армии Ахмеда при битве на Угре.
Соперничество с Крымским ханством началось сразу после восхождения на престол первого хана из династии Гиреев. Цель борьбы заключалась если не в желании контролировать всю территорию бывшей Золотой Орды, то хотя бы её правое крыло. Часто Ахмед действовал осторожно, выжидая удачного момента, какой представился в 1466 году. После смерти Хаджи-Гирея его сыновья вступили в противоборство за престол. Нурдевлет попросил ярлык у Ахмеда на правление в Крымском юрте, для придачи легитимности своему правлению, чему последний был рад и просьба была удовлетворена. Но в результате долгой междоусобицы Нурдевлет лишился трона и ханом стал Менгли-Гирей. Через десять лет Ахмед решил повторить попытку установления власти во время назревших там противоречий среди беков. Аминек и Хаджике, лидеры ширинского эля, стали представителями двух противоборствующих лагерей. Хаджике с Абдуллой, главой барынского эля, привели из Орды царевича Джанибека, однако были отбиты войсками, собранными Аминеком. Летом 1476 года Джанибек с войсками, данными ему Ахмедом, ворвался на полуостров в тот момент, когда Аминек со своей армией отправился на Молдавию по приказу османского падишаха. Последний, спешно вернувшись, понял, что его силы с вражескими не равны, и укрылся в какой-то крепости. Так, вместо Нурдевлета, который в суматохе смог начать править Крымским ханством на короткое время, ханом стал Джанибек. Фактически произошло объединение двух государств. О правлении Джанибека почти ничего неизвестно, но положение его было шатким, так как сохранились сведения о том, как он выяснял у Ивана III возможность поселиться на Московских территориях, если придется уйти с Крыма.
Кульминацией нарастающего конфликта между Ордой и Москвой стало стояние на Угре. Осень и зиму 1480 г. Ахмед провел в бесплодном и бессильном стоянии на берегу Угры, притока Оки, напротив московской армии Ивана III, не решаясь напасть на русских и тщетно поджидая союзное польское войско. В конце года изможденная и изголодавшаяся ордынская рать была отведена ханом восвояси на юг и распущена по улусам.
В январе 1481 года 16-тысячное сибирско-ногайское войско напало на ставку Ахмеда, где последнего собственноручно убил ногайский мурза Ямгурчи. В других летописях указано, что Ахмед был убит ханом Ибаком, как раз возглавлявшим этот поход и после пленив дочь Ахмеда. По Мацею Стрыковскому, почти сразу после стояния на Угре беклярбек Тимур, которого до этого подкупил Иван III, убил хана Ахмада. Татары, оставшись без правителя, кочевали в степи. Правящие элиты были в растерянности и пытались найти поддержку в соседних государствах. Менгли-Гирей сообщал Казимиру о нахождении «неприятелей наших сильных» в степи, которые планировали переместиться к днепровским притокам Орелу и Самаре, а также советовал сжечь в то местности степь и не пускать туда большеордынцев. В Москве также не знали кто является ханом, и во время поездок в Бахчисарай послам была дана задача понять, «кто будет на том юрте на Ахматове месте царь». Беклярбек Тимур смог уйти от сибирско-ногайского набега и, забрав собой и детей хана Ахмеда, направился к Менгли-Гирею, к своим врагам (крымцы приняли сторону Москвы против Орды и Польско-Литовского государства). Тимура окружили почетом, чего не скажешь о царевичах Муртазе и Саид-Махмуде. Потом, вероятно через два-три года, Саид-Махмуд и Тимур вернулись в Орду, где последний занял то же высокий пост. Муртазу же взял в заложники крымский хан, а его отряд в отместку беглецам направился на север и последний «останок Орды розгонял». Саид-Махмуд вместе с главным беком собрали ополчение, и решили выручить Муртазу. Первоначально нужно было узнать, стоят ли в Крыму турецкие войска, и после того, как они выяснили, что из там нету, они направились на Менгли-Гирея. Муртазу освободили, а крымский хан побежал звать на подмогу османов. Ордынцы же, не дожидаясь воинов султана, удалились.
Вернувшись на свою территорию, татары стали заниматься восстановлением своей государственности. Муртаза и Саид-Махмуд оба становятся ханами, но через время, рассорившись со всеми братьями, Муртаза покидает трон, и на его место садится Шейх-Ахмед. Муртаза демонстративно отделился от родичей, и стал проситься в Великое Княжество Литовское. После смерти беклярбека Тимура в 1484—1486 годах за ханский престол началась междоусобица, и ханы стали стремительно сменять друг друга. Но конфликтов по поводу территорий не наблюдалось, каждый из них управлял своим небольшим улусом. Это продолжалось до конца распада государства.

### Внешняя политика Большой Орды
Главным внешнеполитической проблемой Большой Орды было взаимоотношения с Крымским ханством. Беклярбек Тимур в индивидуальном порядке вел дипломатические отношения. Его дочь стала женой Менгли-Гирея. Крымский хан видел в своем партнере, представителя рода мангытов, противовес ширинам и барынам, имевшим большое влияние на престол Гиреев. В середине 1480-х интенсивность отношений уменьшалась, но к сентябрю 1490 года снова возросла. Тогда Шейх-Ахмед и Саид-Махмуд, а также «мангыта Азики князя в головах, от всех карачеев и от добрых людеи» заключили мир с Менгли-Гиреем. Последний, доверившись большеордынским ханам, распустил татар-ополченцев на сельхоз работы, чем воспользовались татары Большой Орды и напали на крымский полуостров, разорив территории клана барын, одного из влиятельнейших в Крымским ханстве, и после отправившись на север, зазимовав в устье Днепра. Хаджике, который направил Ивану III предложение о «братстве», был отвергнут, так как на тот момент последний соблюдал партнерские отношения с Крым. Также в 1480-х изредка совершались дипломатические контакты с Касимовым. В 1480-х большеордынские ханы хотели привлечь на свою сторону Нурдевлета, для борьбы с Менгли-Гиреем. В августе 1478 года в Москву приехали Муртаза и Саид-Махмуд, для ведения переговоров о переезде бывшего Крымского хана в Большую Орду, однако ни Нурдевлет, ни Иван III не захотели впутываться в затеи ханов, что также повторилось в 1501 году, когда Московскому государству был предложен союз против Крыма, не увенчавшийся успехом.
Зимой 1490—1491 года крымцы совершили ответный удар угнав большое количество лошадей и «у недруга ноги подрезав», снизив боевую мощь Большой Орды. Менгли Гирей, хотевший закрепить успех своего набега, попросил у турецкого султана отряд янычар. В это же время наростала угроза постоянно усилявшейся Москвы, по этому в 1491 году, проведя переговоры с наместником из Османской империи в Азове, Орда решила прекратить военные действия.
Однако внешняя политика так и продолжала вестись большеордынскими ханами, которые через купцов посылали Менгли-Гирею предложение о союзе, при условии разрыва отношений с Москвой, что крымский хан расценивал как ложь, и его предположения были верны, так как в 1495 году Шейх-Ахмед написал письмо Казимиру, говоря о крымском хане: «Ино вамъ бы зведомо было: лише Менъдли Кгерея цара иного неприятеля не маем». Примирение, как исход конфликта между странами, стало невозможным. Упадочное состояние Большой Орды было очевидно, чем и пользовались крымцы, совершая налеты и угоняя пленных в беззащитных улусах.
С Великим княжеством Литовским, христианским государством, отношения складывались совсем более близкие, чем со многими мусульманскими странами. Литовцы рассматривали татар как союзников в борьбе против Ивана III. Последний писал Менгли-Гирею в 1482 году, что король «нынеча со мною любви и докончания не хочет, а в Орду послал, да подымает на меня моих недругов», то есть сыновей Ахмад хана. В 1484 приехала делегация из Кракова во главе со Стретом, которым Муртаза передал, что никаких разорений и вреда их владениям с его стороны нанесено не будет. А когда произошла ссора хана с братьями, Казимир приглашал его жить в своих владениях: «а мы быхмо тобе, брату нашому, хлеба нашого и соли не боронили». В Крыму и Московском княжестве понимали, что такие действия могут стать для них плачевными, поэтому стали перелавливать татарских и польско-литовских послов, для предотвращения возможного вражеского удара. Менгли-Гирей часто говорил Александру Ягеллону о том, что тот поддерживает врагов Бахчисарая, на что получал ответ, содержавший информацию о близости двух государств.
Однако и эти взаимоотношения имели некоторые со временем омрачаемые аспекты. Литва несколько лет удерживала татарского посла, не признавая никаких других, что были явным признаком более отстраненного отношения Александра к татарам, чем его отца. Также постоянная смена власти была одной из причин того, почему Большая Орда становилась все менее ценным союзником, что тем не менее не умаляла значение татарской конницы, имеющей возможность в нужный момент отвлечь часть московских войск.

### XVI век
В 1500 году посол князя литовского Михаил Халецкий пришел с предложением о начале войны против Москвы, в которой союзниками татар будут являться польский король Ян Ольбрахт, венгерский и чешский король Владислав. Хану Большой Орды также предлагалось привлечь к военным действиям ногаев. Уговоры сопровождались передачей большого количества даров.
Шейх-Ахмед согласился на предложение, и два раза напал на пограничные земли также наивно рассчитывая, что Киев будет передан его партнёрами ему в управление. Халецкий с татарской конницой двинулся на земли, недавно захваченные Иваном III у литовцев, где они захватили Новгород Северский и Рыльск, однако города не были разорены, так как хан считал их собственностью литовского князя. Михаил был отправлен в Вильно, для уведомления их о удачном походе, однако прождав сорок дней татары отошли к Чернигову, а после ещё более длительного ожидания Шейх-Ахмед и беклярбек Таваккул в конце 1501 или в начале 1502 поняли, что наличие таких не даёт им никакой выгоды, так как Александр не смог или не пожелал участвовать в походе «оставив свои дела с царем Заволжским», так как уехал в Краков на коронацию на титул царя польского. Московский посол с удовлетворением доносил из Крыма, что «с литовским… Ши-Ахмат царь в розни». Ордынский хан захотел подбить Москву на союз против Крыма, обещая «от литовского отстати». Иван III не имел желания принимать это предложения и разрушать уже выстроенные взаимоотношения с Менгли-Гиреем, о чём ему и сообщил. Российское государство не стремилось союзничать с Большой Орды, так как для них она была угрозой, поэтому старалась создавать антиордынские коалиции, привлекая Крымское, Казанское ханства, а также Ногайскую Орду и служилых татар. Пару раз московские войска под командованием Нурдевлета и воевод Ивана III совершали походы в степь для удаления татар от границ.
Прошлое двух соседних государств все ещё имело на себе прошлый даннический след, так как при общении правителей со стороны Большой Орды употреблялось обращение «(такого-то хана) слово Ивану» без прежнего повелительного «слово мое», таким образом, обозначая лишь различие в ранге хана и великого князя. Тем не менее, общаясь с поляками и литовцами, к Ивану III употреблялось выражение «холоп наш».
В 1501—1502 годах Москва прислала дань, чего не происходило ранее и о чём Шейх-Ахмед написал Александру Казимировичу. Ханы Большой Орды к этому времени позабыли сумму платежа, однако воспринимали данный эпизод как возрождение прежних порядков.

### Кризис и распад Большой Орды
В XVI веке страна была истощена, а на кочевьях начался голод, о чём знал крымский Менгли-Гирей, который занял ставку Таваккула. Элита Большой Орды скитались по степи, посещая то Астрахань, то Северо-Восточный Прикаспии, то на донские и днепровские берега и притоках (Медведица). Из-за нужды в продовольствии Шейх-Ахмед планировал перебраться на правый берег Днепра, не обращая внимания на то, под чьим владением находятся эти территории, под литовским или османским. Татары же, для поиска лучшей жизни, перебирались в соседние государства. В мае 1502 г. Менгли-Гирей выступил в Орду, встречая по дороге переселявшихся в Крымское ханство татар. Нападавшие знали о ссоре хана с Таваккулом, и что под руководством Шейх-Ахмеда осталось около 20 тысяч татар.
Приблизительно 15 июня при впадении р. Сулы в Днепр состоялось генеральное сражение, в котором крымский хан вышел победителем, а большеордынский хан бежал. Вся казна с ордабазаром досталась победителю. Всех оставшихся татар он также планировал переселить ближе к Крыму. Гонцы из Бахчисарая оповестили всех правителей окрестных государств. Территорию Большой Орды поделили между собой Крымское ханство и новообразованное Астраханское ханство; по берегам рек селилось вольное казачество, а восточные территории давно были заняты ногаями. Менгли-Гирей написал об этом в послании московскому князю «Слава Богу, Ших-Ахметя, недруга нашего, розогонив, орду его и все его улусы Бог в наши руки дал», а сам он стал именоваться после этого «Великие Орды великим царем».
Однако историк Л. Коллинз вполне обоснованно утверждает, что как такого «разгрома» Большой Орды не было, а произошла лишь смена власти с большеордынской на крымскую.

## Взаимоотношения с другими государствами

### Османская Империя
Известны письма Махмуда (от 10 апреля 1466 г.) и Ахмеда (май — июнь 1477 г.) Османской империи. В свою очередь Мехмед Фатих в 1475-77 годах писал о взятии Кафы и похода турок на Молдавию, между делом говоря о том, что не стоит враждовать с Менгли-Гиреем — османским ставленником в Крыму.

### Империя Тимуридов
С Империей Тимуридов имелись эпизодические связи, которые иллюстрировались женитьбой Ахмеда на сестре правителя Хорасана Султан-Хусейна Байкары, Бадке-бегим.

### Большая Орда и Польско-литовское государство
Поначалу взаимоотношения складывались враждебно, так как Польское государство было покровителем Гиреев. Однако впоследствии наметилось коалиционное партнерство, заключавшееся в объединении сил против Руси. В 1470 году из Кракова в Орду приехал посол Кирей Кривой с предложением о совместном нападении на Московское государство. Но в скором времени планы двух государств сорвались, так как у Польско-литовского государства начался конфликт с Венгрией. Вернулись к этой задумке только 1479—1480 году.

### С Московским государством
Изначально отношения складывались исходя из даннического прошлого от Улуса Джучи. В XV веке сокращалось количество визитов в Орду, а после 1440 года стали взаимодействовать через послов. Князья взаимные визиты объясняли тем, что этот порядок сохранился «от отцов и от дед и от прадед» или же географической близостью владений. Зафиксирован активный посольский обмен в 1470-х годах. Наиболее наглядным примером является приезд Бочука, посланца от Ахмеда, в июле 1476 года с требованием к Ивану III явиться «къ царю въ Орду». Некоторые историки в этом эпизоде видят попытку восстановления золотоордынской государственности, что было промахом в отношении Москвы, так как князья с течением времени всё более тяготились выплатой дани. В 1440—1460-х годах выплаты стали приходить всё с более большими перерывами, а окончание выплат произошло в 1471 году, чем и объясняются частые заезды послов.

## Экономика

### Кочевничество
Амброджо Контарини в 1476 году писал, что они «кочуют в поисках свежей травы и воды и никогда не живут оседло. У них не бывает иной пищи, кроме молока и мяса». На Дону находились летние пастбища, а на Волго-донском междуречье — зимние. Иосафат Барбаро описал состав стада: в начале шли лошади, численностью 60, 100, 200 и более голов, далее шли верблюды и волы, а за ними стада мелкого скота. Также в числе животных имелось множество быков и баранов.

### Земледелие
В процессе февральского полнолуния по всей стране людей призывают готовиться к севу во время мартовского новолуния. Затем в нужный период поезжают на свои будущие пашни, предворительно нагрузив повозки семенами и запрягши пахотных животных. Пашни, как правило, находились в двух днях от своих, куда они возвращались сразу после посева. Затем за ростом урожая следит сам хан, объезжая поля. После того как наступает время жатвы, люди, вместе с теми, кто хочет купить пшеницу, едут на свои угодья. Пшеница вырастала с урожайностью сам-50, а просо с урожайностью сам-100, а излишки просто оставляют в степи. При этом неурожаи или набеги врагов ставили татар в нелёгкое положение, вызывая социальную напряженность и разногласия по поводу путей миграции. Пашни Большой Орды находились, на реке Куме — в степях, примыкавших к области Пятигорье, а также на берегах левых днепровских притоков Орела и Самары.

### Ремесло
Татары занимались многими ремеслами: кузнечным, оружейным, ткацким делом и т. д. Занимались охотой, что также служило одним из способов пропитания.

### Торговля
Большая Орда, как и любое другое государство кочевнического типа, нуждалась в осуществлении бартера. Основным объектом торговли являлись татарские лошади, которых продавали в основном в Персию и на Русь. Верблюды также вывозились в Персию. В Польшу и Трансильванию вывозили быков. При ведении продаж за границей десятки купцов присоединялись к ханским посольствам. Работорговля также была одним из способов заработка. Борис Флоря пишет, что в условиях ограничения ордынского вмешательства в восточноевропейские государства, татары стали нападать на своих соседей — главным образом на ВКЛ и Московское государство. В середине XV в. большеордынцы начали совершать набеги с захватом пленных, которые позже продавались туркам и были использованы в качестве гребцов на кораблях.

### Дань
Данничиские отношения с Ордой у Московского государства сохранялись до конца ханствования Ахмеда. До сих пор непонятно, насколько заметным являлась дань в экономике Большой Орды, составлявшая 5000 рублей.

## Территория
Дамир Исхаков, изучивший границы территории Большой орды наиболее точно, пишет, что земли проходили «между Волгой и Днепром и от Северного Кавказа до границ Русского государства (включая Касимовское ханство) и Казанского ханства с рубежом в районе рек Сура, Мокша, Цна, верховьев Дона; восточнее Днепра татары кочевали по рекам Самара, Овечья Вода, Кобылья Вода; на Северном Кавказе граница проходила „под черкасами“ — в районе Пятигорья, по реке Куме; Большой Орде принадлежали земли по Дону (район Азова), Хопру и Медведице; восточная граница скорее всего располагалась восточнее Волги — может быть, по волжской протоке Бузан, но не исключено, что до продвижения Ногайской Орды к Волге Большая Орда контролировала на востоке более обширные территории». В восточных территориях располагалась ханская ставка.

## Население
Сохранились различные сведения относительно численности населения Большой Орды. Например, венецианский купец Иосафат Барбаро наблюдал, как татары, во главе с Кучук-Мухаммедом, переселялись в низовья Дона на протяжении шести дней. Он утверждает:
Я уверен и твердо держусь этого, что их было триста тысяч душ во всей орде, когда они собраны воедино
Константин Базилевич сомневался в приведенной купцом цифре. Сафаргалиев предполагал, что если суммарная численность и была около 300 тысяч, то скорее всего бо́льшая часть ушла с Улу-Мухаммедом в среднее повольже, другая с Махмудом в Хаджи-Тархан.
По сведениям восточных хронистов, во время погромов Узбекского ханства в 1460—1470-х годах хан Ахмед имел 100—150 тысяч воинов. В 1472 году он через своего посла в Венеции заявлял об имевшемся у него 200-тысячном войске. Однако, по мнению ученых, в годы могущества Большой Орды, а именно в 1470-х годах, население могло составлять 400—600 тысяч человек. Также в 1498 году посол Ивана III писал: «сказывают, татар болшой Орды добре много». Мацей Меховский писал, что в начале зимы 1500-го года в воиске Шейх-Ахмеда было 60 тысяч человек, а женщин с детьми было 100 тысяч.